# آرثور بيسا
آرثور بيسا دوس سانتوس (15 فبراير 2001 في البرازيل - ) هو لاعب كرة قدم برازيلي في مركز الهجوم.

## روابط خارجية
- آرثور بيسا على موقع قاعدة بيانات كرة القدم.إي يو (الإنجليزية)
- آرثور بيسا على موقع Soccerway.com (الإنجليزية)

لم يتم العثور على روابط لمواقع التواصل الاجتماعي.